# Cal Ramonet (Odèn)
Cal Ramonet és una masia situada al municipi d'Odèn, a la comarca catalana del Solsonès.